# Big Brother 2000
Den första säsongen av Big Brother i Sverige blev en stor succé för Kanal 5. Huset låg i Finnboda i Nacka, och sändes under hösten med början i september och finalen i december.
Programledare var Adam Alsing. Angelica Freij blev historisk då hon blev den första kvinnan att vinna Big Brother någonsin i världen. Daniel Hellström var den första mannen som gick ur Big Brother i Sverige på grund av personliga skäl endast efter några få dagar och gjorde det möjligt för Christoffer och Paula att hitta varandra.
Big Brother var den första dokusåpan i Sverige som lyckades lansera en pophit med låten "Mediahora" skriven av Johan Fjellström och Anders Henjer. Låten spelades in på plats i huset i Finnboda Varv i Stockholm.

## Deltagare

### Finalister
1. Angelica Freij

### Övriga deltagare
- Anna Bäckelin
- Magnus Weistedt (joker)
- Jolin Von Eggers (joker)
- Eva Pedersen
- Jessika Frank
- Johan Hellström
- Paula Glantz
- Ole Hjelmager
- Per Holknekt
- Christoffer Jensen (joker)
- George Dieck
- Camilla Björk